# Andreas-Gymnasium

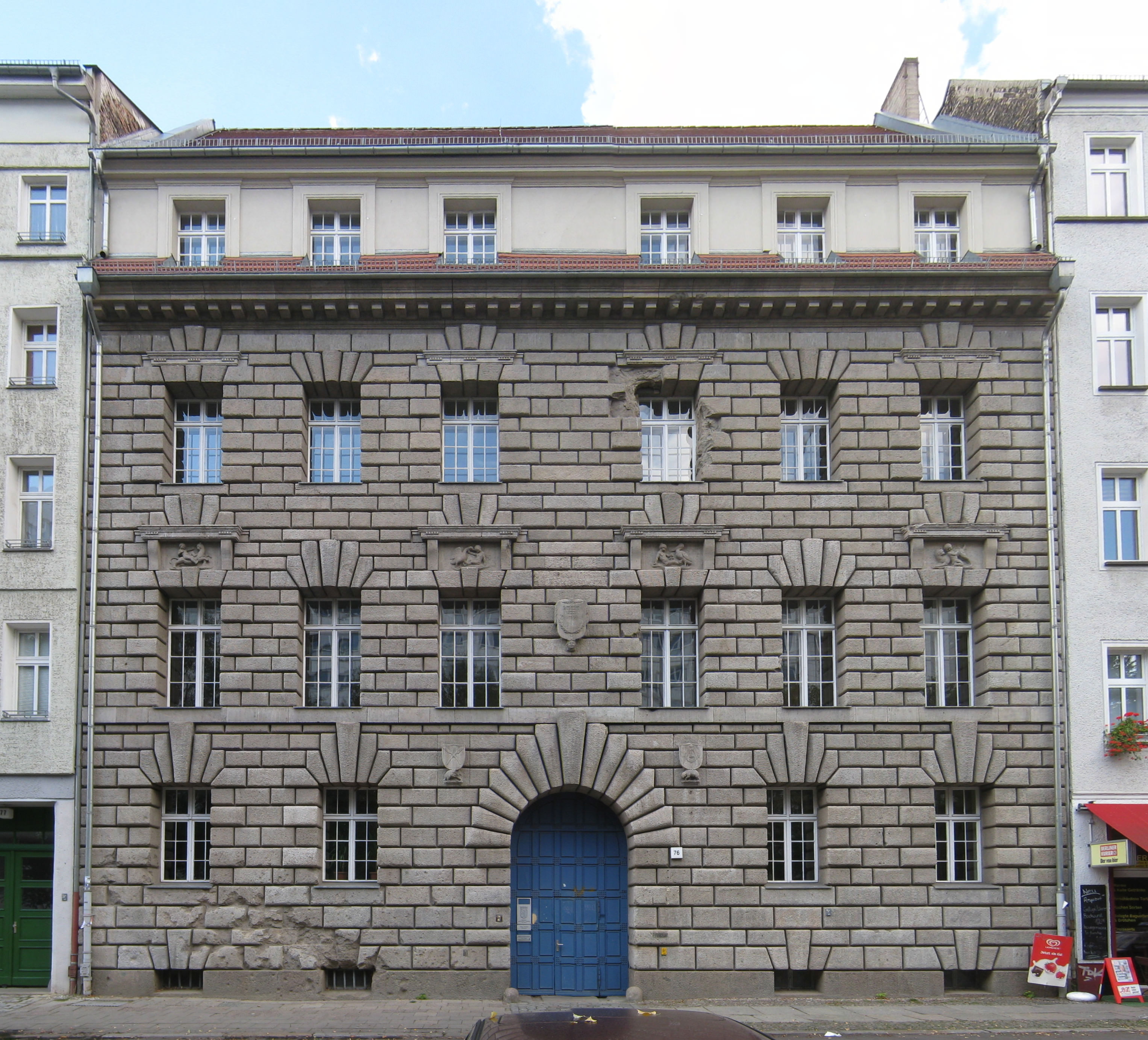
Baudenkmal Direktorenwohnhaus

Das Andreas-Gymnasium ist ein Gymnasium in Berlin-Friedrichshain, an dem es sowohl einen mathematisch-naturwissenschaftlichen Zweig als auch einen breiten allgemeinbildenden Zweig gibt, in dem auf umfassende sprachliche, gesellschaftswissenschaftliche und künstlerische Ausbildung Wert gelegt wird.
Frühere Namen der Schule waren Stralauer Stadtschule, Andreas-Schule (ab 1869), Andreas-Realgymnasium (ab 1882), EOS „Friedrich Engels“ (ab 1972) und Andreas-Oberschule (1992–2017).

## Schulgebäude
Das Bauensemble besteht aus dem früheren denkmalgeschützten Direktorwohnhaus Koppenstraße 76 im Renaissancestil und der sich zur Andreasstraße öffnenden Dreiflügelanlage. Der „Schulpalast“ mit modernen naturwissenschaftlichen Kabinetten entstand 1904–1906 nach Entwürfen des Stadtbaurats Ludwig Hoffmann. Der Neubau kostete insgesamt ca. 1,5 Mio. Reichsmark.
Die „derbe, kräftige Muschelkalkquaderung“ sollte nach Hoffmann die raue Wirklichkeit darstellen, während die „zarten antiken Gesimse“ und die „antiken Skulpturen“ die klassische Ausbildung neben der realen zum Ausdruck bringen sollten. Die vier Skulpturen von Josef Rauch über den Fenstern des ersten Stockwerks zeigen jeweils ein Kind mit Panther, Schwan und Pelikan. Das Kind tritt als Lehrer des Tieres in Erscheinung, das es pflegt, erzieht und abrichtet.
An der Fassade sind auch drei Schilde mit Schulsymbolen und dem Schulnamen erkennbar.
Die fächerförmige zur Bogenmitte immer stärker vorstehende Quaderung der Bogenlaibung des Portals entfaltet eine repräsentative Wirkung. Am Portal des Schulgebäudes wird das wiederholt und stellt so eine Verbindung der beiden Gebäude her. Über dem Schulportal erscheint allerdings ein humorvoller Fries mit kleinen Bären, die zur Schule gehen – ein Bezug zum Berliner Wappentier.
Die Schäden an der straßenseitigen Fassade sollen wohl an den Beschuss im Krieg erinnern. Auf dem Schulhof gab es eine Flakstellung.
Im Direktorhaus befanden sich nicht nur Wohnung und Amtszimmer des Direktors, im Erdgeschoss hatten Hausmeister und Heizer ihre Wohnungen, und im ersten Stock war ein städtisches Standesamt. Heute sind im Gebäude Unterrichtsräume. Die verputzte Rückseite dieses Hauses mit dem Treppenturm vermittelt einen Eindruck von dem original hellen Putz auch des heute dunklen Schulgebäudes.
Äußerlich unterscheidet sich das Schulhaus nicht wesentlich von vielen Gemeindedoppelschulen Ludwig Hoffmanns. Nur der für astronomische Beobachtungen vorgesehene Turm über dem südöstlichen Treppenhaus weist auf die höhere Schule hin.
Rechts neben dem Direktorhaus führt der Weg auf den ersten Schulhof, wo ursprünglich rechts die Turnhalle stand, von der Straße gut erreichbar, denn sie wurde auch von Turnvereinen genutzt. Hinter der Turnhalle lag der Schulgarten. Links gab es den Direktorgarten und dahinter einen Turnplatz. All das hat den Zweiten Weltkrieg nicht überlebt.
Das Innere des Gebäudes ist räumlich sehr großzügig bemessen: Große Unterrichtsräume, kreuzgratüberwölbte Wandelgänge, Vestibüle. „Steinfeste Abgüsse der besten Skulpturen früherer Jahrhunderte“ schmücken die Treppenhäuser und Korridore. Die Orgel in der Aula gibt es nicht mehr.
Gerhard Holtz-Baumert schildert seinen ersten Eindruck vom Gebäude im Jahr 1938 so:

„Anfangs fand ich diese hohe Schule nicht anders als die in der Bromberger Straße. Als ich sie betrat, sah ich die Unterschiede: ein hoher Turm mit Sternwarte, eine große feierliche Aula, an deren Stirnseite eine Orgel prunkte, für Physik-, Mathematik- und Biologieunterricht keine Klassenräume, sondern Hörsäle, die Bänke aufwärts gestaffelt, hinter diesen Hörsälen große Räume mit Demonstrationsmaterial, eine Schülerbibliothek, Pausenhallen, in deren Mitte große Säulen aufragten. Im ersten Jahr, später wurde es verboten, mussten wir Schülermützen tragen, mit bunter Paspel und Lackschirm, die uns als Andreaner auswiesen.“

## Geschichte

### Am Stralauer Platz 24
Im Sommer 1830 wurde ein Grundstück am Stralauer Platz erworben und die Stralauer Stadtschule am 7. Oktober 1833 als städtische Bürgerschule eröffnet. Zum Schulbeginn wurden 54 Jungen und Mädchen in vier Klassen (zwei Ober- und Unterstufen) unterrichtet und etwas später eine bestehende Privatschule für Mädchen und Jungen eingegliedert. Nach 1836 wurde das Schulgeld herabgesetzt und der Lehrplan durch die Fächer Latein und Französisch erweitert. Trotz der Armut der Bevölkerung entstanden zwei neue Oberklassen. Nach der Errichtung der Schillingbrücke (1841) nahmen auch 70 Kinder aus wohlhabenden Familien aus der Luisenstadt am Unterricht teil. Es gab erste gemischte Klassen innerhalb der Schule, die nach 1854 um eine 5. Knabenklasse erweitert wurde. 1859 wurde die Schule nur als Realschule zweiter Ordnung geführt, da keine Abschlussklassen vorhanden waren. Ab 1860 wurden an der Schule nur noch Knaben unterrichtet.
Obwohl die Stralauer Stadtschule langsam bekannt wurde, nahmen viele Eltern ihre Kinder wegen einer Erhöhung des Schulgeldes aus den oberen Klassen der Schule. 1856 wurde auf dem Stralauer Platz die Andreaskirche eingeweiht, 1862 erhielt die Andreasstraße ihren Namen. Am 15. März 1865 wurde die Stralauer Stadtschule zur höheren Bürgerschule erhoben, 1869 in Andreas-Schule umbenannt und erhielt die Berechtigung, Abschlusszeugnisse auszustellen.
Da das Gebäude am Stralauer Platz zu klein geworden war, erfolgte 1873 der Umzug in die Lange Straße 31.
Das alte Schulhaus wurde eine Zeitlang anderweitig genutzt, musste dann dem Bau der Kunstgewerbe- und Handwerkerschule Berlin Ost weichen (1905–1906).

### Im Blankenstein-Bau, Lange Straße 31
Der vom Stadtbaurat Hermann Blankenstein konzipierte und von 1871 bis 1873 errichtete rote Backstein-Bau für die Andreas-Schule verfügte über Direktorhaus an der Straße und eine Dreiflügelanlage im Blockinneren. Ein physikalisches Auditorium und Kabinett, ein chemisches Auditorium und Laboratorium, ein Zeichensaal, eine Schulbibliothek und eine Aula waren nun vorhanden. Die Andreas-Schule wurde 1876 als Realschule erster Ordnung anerkannt, im Ehrenbuch der Abiturienten wurde im Jahre 1877 der erste Abiturient verzeichnet. Seit 1882 durfte sich die Schule Andreas-Realgymnasium nennen. 
Schulleiter Frank Scheuer bemerkte 2006 dazu: „Die Lehranstalt hatte innerhalb von 50 Jahren ihre Absonderlichkeiten geglättet und verloren. sie war im Grunde genommen vielen anderen Lehrinstituten gleich oder ähnlich geworden.
In den 1880er und 1890er Jahren stieg die Bevölkerungszahl im Stralauer Viertel stark an, sodass die Schule im Jahr 1897 eine Schülerzahl von 563 Schülern verzeichnen konnte. Am 30. April 1906 fand wegen des Platzmangels und Eisenbahnlärms durch die Nähe des Schlesischen Bahnhofs der Umzug in die Koppenstraße statt.
In den Blankenstein-Bau zog erst die Staatliche Pflichtfortbildungsschule des 5. Bezirks (Friedrichshain), dann eine Gewerbliche Berufsschule für Maler und Maurer, schließlich die Betriebsberufsschule des VEB Technische Gebäudeausrüstung, zuletzt die Berufsschule für Blechbearbeitung und Installation „Michael Niederkirchner“. 1910 erhielt das Gebäude einen vierten Flügel. Das denkmalgerecht sanierte Schulgebäude wurde in das 1993 bis 1995 gebaute City-Carré (heute Easten House) integriert.

### Im Hoffmann-Bau, Koppenstraße 76
Nach dem Ersten Weltkrieg kam es im Zuge der Novemberrevolution zu neuen Erziehungsgrundsätzen. Der Geist der Freiheit und Völkerversöhnung wurde zum Motto, ein Schülerrat vertrat die Belange der Schüler, Schülern und Lehrern wurde ein gleiches Stimmrecht zugestanden. Gustav Stresemann spendete 1922 anlässlich des 25-jährigen Jubiläums seines Abiturs am Andreas-Gymnasium 10.000 Reichsmark. Durch Bücherankauf entstand die Stresemann-Schulbibliothek. Bis zur Machtergreifung durch die Nationalsozialisten leitete mit Erich Schönebeck ein konsequenter Reformpädagoge und sozialdemokratischer Pazifist die Schule.

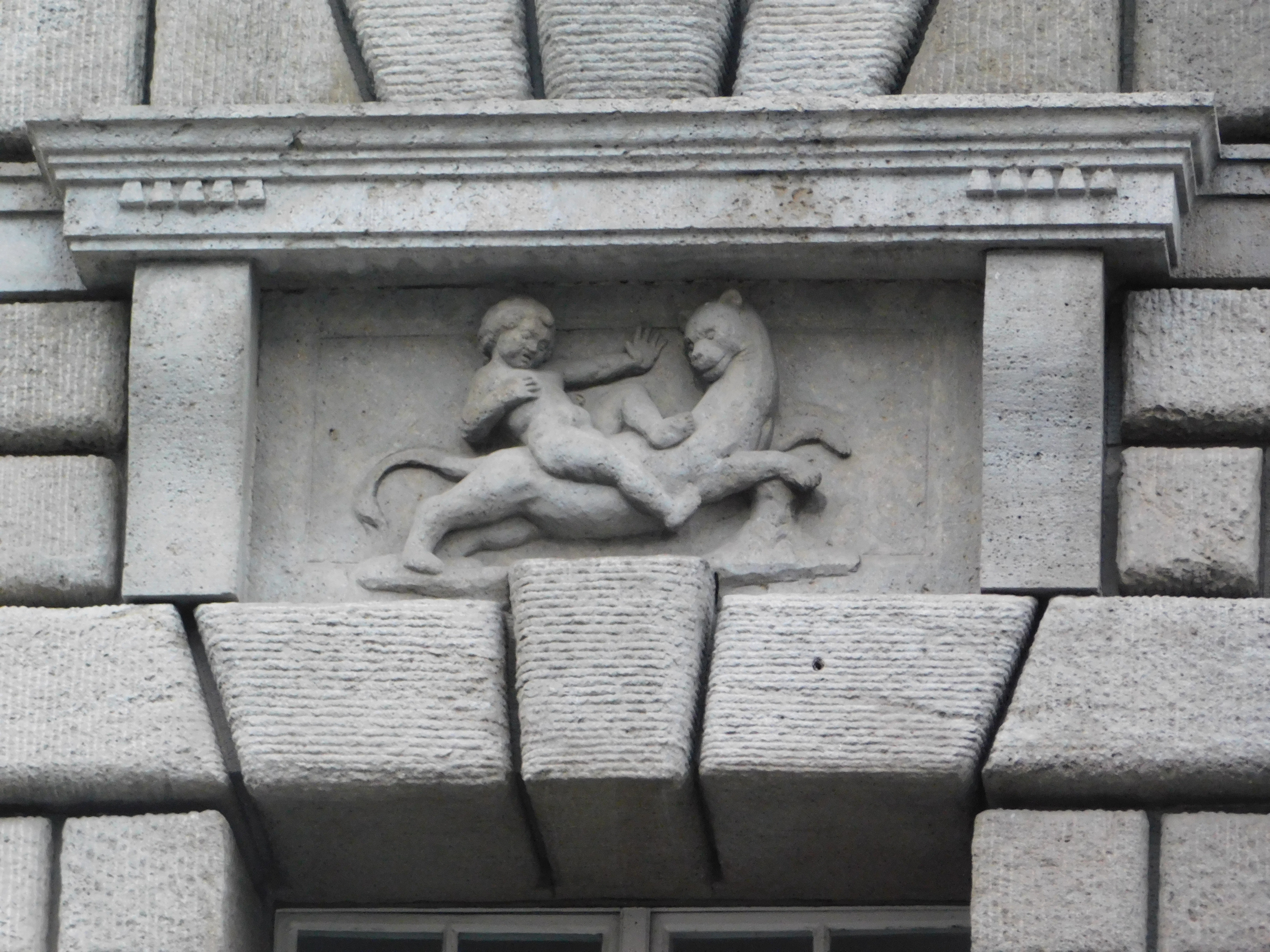
Skulptur Kind mit Panther

Den Betrieb im Gymnasium erlebte Gerhard Holtz-Baumert 1938 so: „Der Nazismus befand sich 1938 auf seinem Höhepunkt, das Heil-Gebrüll durchzitterte selbst unseren Schlaf. Diese Schule hier hatte sich zwar nicht freimachen können und wollen, aber sie befand sich merkwürdig am Rand faschistischen Denkens und Glaubens. Es galten noch immer Lernen und Wissen als Werte, wenn auch in mechanischer Weise. Befreiungen vom Unterricht zum Jungvolkdienst wurden nicht erteilt. Ausreden, man hätte die Schularbeiten versäumen müssen, weil man zum Appell befohlen worden sei, galten nicht. Uniformen wurden in der Schule geduldet, aber nicht gern gesehen. Das Militärische stand zwar hoch, keine Feier ohne Aufmarsch, Kommandos, Fahnenhissen und -senken, Drill in der Turnstunde, aber dies alles mehr traditionell, deutschnational, mehr Turnvater Jahn, Theodor Körner, Hindenburg und Kampfflieger Richthofen.“
1945 übernahm Schönebeck wieder die Leitung der Schule. Holtz-Baumert charakterisiert ihn als „von großem pädagogischem Eifer, von Verständnis und Anfeuerungswünschen erfüllt“, der „um Gleichberechtigung der Mitteilungen und Anschauungen bemüht“ war und sofort wieder einen Schülerrat wählen ließ.

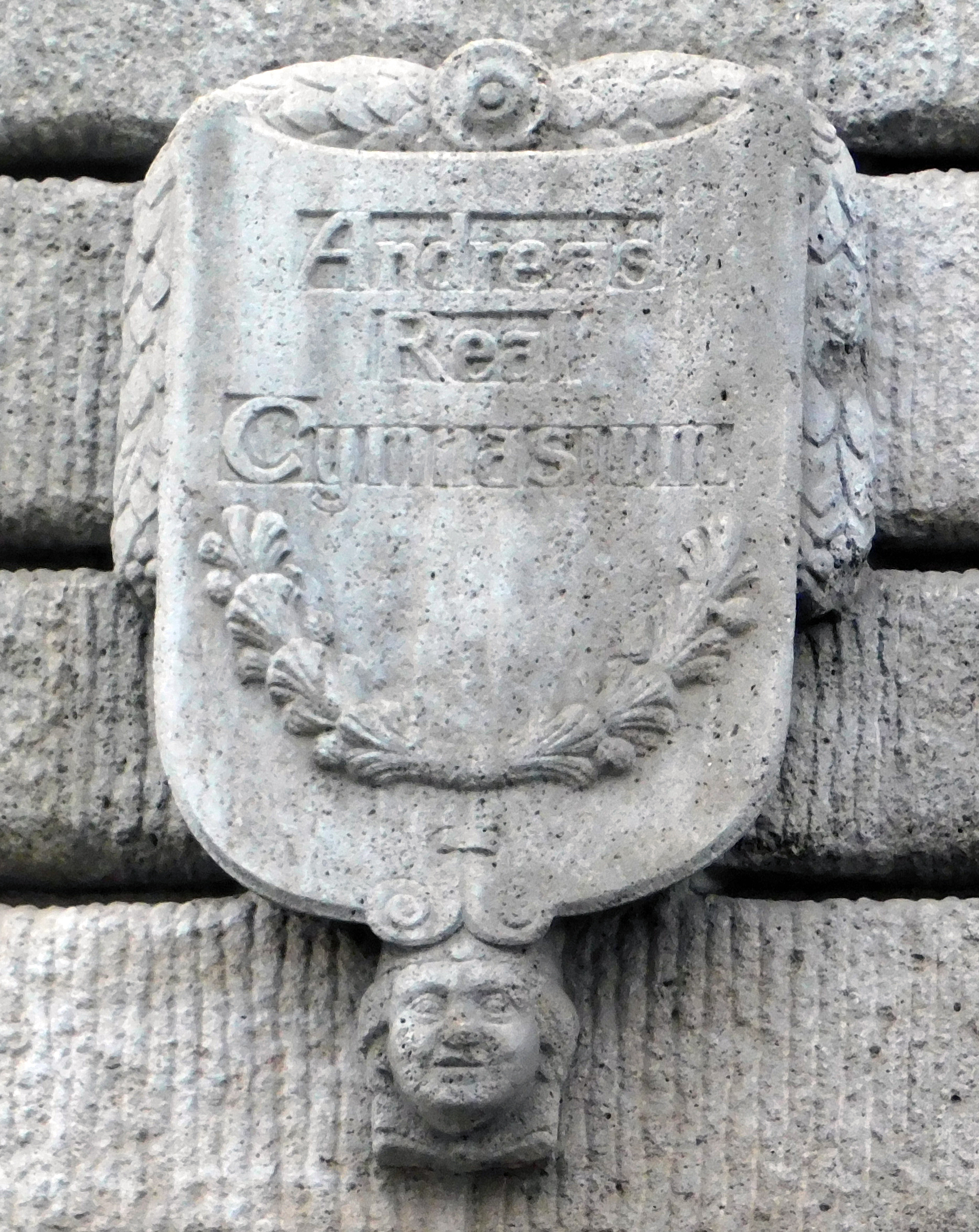
Historisches Namensschild über dem Portal des Direktorwohnhauses

Im Jahre 1968 wurden die beiden erweiterten Oberschulen des Stadtbezirkes Friedrichshain – die Georg-Friedrich-Händel-Oberschule und die Andreas-Oberschule – vereinigt, um die Abiturstufe einzurichten. 1972 wurde die Schule in EOS Friedrich-Engels umbenannt. Nach der Wende erhielt sie nach einer Abstimmung im Jahr 1992 den Namen Andreas-Oberschule. In der Wendezeit (1989/1990) begegneten sich Abiturientinnen und Abiturienten des Friedrich-Engels-Gymnasiums in West-Berlin und der EOS Friedrich Engels. Es entstand ein Buch, in dem ihre unterschiedlichen Lebensentwürfe festgehalten wurden.
Am 7. Oktober 1998 wurde das 165-jährige Schuljubiläum gefeiert und 2006 das 100-jährige Bestehen des Schulgebäudes.
Im Juli 1998 begann die Rekonstruktion der naturwissenschaftlichen Fachräume, die 2000 fertiggestellt wurden. Im selben Jahr war die Schule Gründungsmitglied des nationalen Exzellenz-Netzwerks mathematisch-naturwissenschaftlicher Schulen, MINT-EC. Das Unterrichtsangebot wurde in Folge durch weitere Fächer erweitert: u. a. Business@School, ein französisches und englisches Sprachdiplom, Sozialwissenschaften und Wirtschaftswissenschaften sowie Psychologie und Darstellendes Spiel. 2011 wurden ein Blockstundenmodell und ein Lernmittelfond eingeführt. Seit 2012 fand erstmals die Einschulung einer 5. Klasse mit mathematisch-naturwissenschaftlichem Profil statt. 2014 wurde in der ersten großen Hofaktion das Amphitheater gebaut, im selben Jahr begann die Sanierung von neun Unterrichtsräumen im Südflügel. Die Schule wurde 2014 als „Schule mit exzellenter Berufsorientierung“ zertifiziert. Gemäß Beschluss des Bezirksamtes Friedrichshain-Kreuzberg wurde die Schule zum zweiten Schulhalbjahr 2016/17 in Andreas-Gymnasium umbenannt.
Im Schuljahr 2020/2021 bemühte sich die Schule um ein erweitertes Digitalkonzept. So wurde die HPI-Schulcloud vom Hasso-Plattner-Institut eingeführt. Kostenloses WLAN entsteht in Zusammenarbeit mit Freifunk und ist ein Projekt der schulinternen Schülervertretung.
Der Namenstag des Apostels Andreas wird alljährlich am 30. November als Andreas-Tag unter einem besonderen Motto mit jahrgangsübergreifenden Seminaren begangen.

## Fremdsprachen
Neben Englisch werden Französisch und Latein angeboten. In der 8. Klasse gibt es als Wahlpflichtfach auch Englisches Theater.

## Arbeitsgemeinschaften
An der Schule wurden verschiedene Arbeitsgemeinschaften eingerichtet, wie unter anderem eine AG zur Unterstützung der Kindernothilfe, Technik- und Fach-AGs, sowie Arbeitsgemeinschaften mit den Themen Religion, Courage, Musik, Umwelt und Sport. Außerdem gibt es seit einigen Jahren einen schuleigenen Chor.

## Partnerschulen
- 2010: Ernennung zur Partnerschule der Humboldt-Universität Berlin.
- 2012: Ernennung zur Partnerschule der Technischen Universität Berlin.

## Kooperationspartner
- 2007 – Forum Berufsbildung und Deutsche Bahn AG
- 2010 – Arbeitsagentur Berlin-Mitte
- 2011 – Bethel Seniorenzentrum und Gläsernes Labor Berlin-Buch
- 2013 – andel`s Hotel Berlin, Polizei (Dir. 5) und Kindernothilfe
- 2014 – Mehr als Lernen, gemeinnützige Bildungsinitiative
- 2015 – Schule gegen Rassismus, Schule mit Courage
- 2016 – Intellego, Freifunk.net und Affiliate Performance GmbH[21]

## Schulleiter
- 1833–1836 Rektor Naumann
- 1836–1838 August Merget
- 1838–1854 Karl Judae
- 1854–1856 Rektor Bartsch
- 1856–1876 Karl Hartung
- 1876–1895 Bolze
- 1895–1898 Adolf Hamann
- 1898–1925 Gustav Kiesel (später zum Geheimen Studienrat ernannt)
- 1925–1933 Erich Schönebeck (Suspendierung durch die Nationalsozialisten)
- 1933–1945 wechselnde Leiter (Doktor Groth, Oberstudienrat Friedrich)
- 1945–1951 Erich Schönebeck
- 1951–1968 Rudolf Dähne
- 1968–1970 Horst Hohlweg
- 1970–1981 Lore Sebbin
- 1981–1991 Joachim Herfert
- 1992–1993 Frau Schmidt (kommissarische Schulleiterin)
- 1993–1994 Herr Burchardt
- 1994–2008 Frank Scheuer
- 2008–2009 Regina Ellinger
- 2009–2015 Andreas Steiner
- seit 2015 Birgit Strohmeyer

## Bekannte Lehrer (Auswahl)
- Harry Bresslau (1873–1877)[22]
- Hermann Weingarten (1873)
- Alfred Wolff (1909–1910)
- Eduard Zache (ab 1892)

## Bekannte Schüler (Auswahl)
- Heinz Birnbaum
- Marianne Burkert-Eulitz (Abitur 1991)
- Niklas Graßelt (Abitur 2012)
- Gerhard Holtz-Baumert (Abitur 1946)
- Maybrit Illner (Abitur 1984)
- Hugo Kaun
- Wolfgang Saalfeldt
- Günter Schabowski (Abitur 1946)
- Werner Siems (Abitur 1970)
- Erich Stern (Abitur 1909)
- Gustav Stresemann (Abitur 1897)
- Curt Weikinn